# Efebofília
Az efebofília (lat. 'fiúszeretet', gör. pederasztia): 1. jó értelemben szellemi és testi tulajdonságokon alapuló vonzalom, mellyel érett korú férfiak fiúgyermekek és kiskorú ifjak iránt viseltetnek. Az ókorban nagy szerepet játszott a nevelésben Spártában, Kréta szigetén és Thébában, de a legtöbb népnél megtalálható. - 2. rossz értelemben fiúgyermekekkel való fajtalankodás. 

Forrás: Katolikus Lexikon (Pallas lexikon)